# José Pett
José Augusto Pett (São Paulo, 8 de Janeiro de 1976) é um jogador brasileiro de beisebol, que atua como arremessador, sendo o primeiro brasileiro a assinar com a MLB. No dia 2 de julho de 1992 ele foi contratado pelo Toronto Blue Jays. O feito parou no Guinness Book, com maior bônus da época (US$ 675 mil) para um prospecto internacional, recorde esse que permaneceu até 1992.
No mesmo ano que assinou com o Toronto Blue Jays, ele foi considerado a melhor contratação estrangeira da Menor League (categorias inferiores). Em 94, foi convocado para o All-Star Game da A-2. A seleção da Liga Americana, de Pett, venceu o time da Liga Nacional, por 2 a 1.